# Transports urbains de la ville de Sablé-sur-Sarthe
Pour les articles homonymes, voir Réso.
Les transports urbains de la ville de Sablé-sur-Sarthe, nommés Réso forment un réseau de bus exploité par STAO PL (faisant partie du groupe Transdev). Le réseau de bus permet de couvrir Sablé-sur-Sarthe soit un total de près de 12 508 habitants.

## Historique
Le premier réseau urbain est créé par la commune de Sablé-sur-Sarthe en 1979. En 2015, il est totalement remanié et prend le nom de « Réso ». À ce moment-là, le réseau comporte 2 lignes régulières et 3 lignes à la demande :
- ligne 1 : Gastines - Anjou
- ligne 2 : Halte routière - Tuilerie
- TAD 1 : Halte routière - Cimetière
- TAD 2 : Halte routière - Farcé
- TAD 3 : Halte routière - La Tour

En septembre 2016, les lignes 1 et 2 ont été fusionnés.
Une navette gratuite reliant la gare aux zones d'activités est mise en service le 2 septembre 2019.
En juillet 2021, le réseau est transféré à la Communauté de communes du Pays Sabolien.

## Lignes du réseau
Le réseau urbain de la ville de Sablé-sur-Sarthe est formé d'une ligne, complétée par une navette, toutes les deux exploitées par STAO PL.

### Lignes régulières
| Ligne      | Caractéristiques                           | Caractéristiques              | Caractéristiques              | Caractéristiques              | Caractéristiques              | Caractéristiques                           | Caractéristiques                         | Caractéristiques              | Caractéristiques              |
| 1          | Gastines ⥋ Tuilerie                        | Gastines ⥋ Tuilerie           | Gastines ⥋ Tuilerie           | Gastines ⥋ Tuilerie           | Gastines ⥋ Tuilerie           | Gastines ⥋ Tuilerie                        | Gastines ⥋ Tuilerie                      | Gastines ⥋ Tuilerie           | Gastines ⥋ Tuilerie           |
| ---------- | ------------------------------------------ | ----------------------------- | ----------------------------- | ----------------------------- | ----------------------------- | ------------------------------------------ | ---------------------------------------- | ----------------------------- | ----------------------------- |
| 1          | Ouverture / Fermeture 5 septembre 2016 / — | Longueur —                    | Durée —                       | Nb. d’arrêts 42               | Matériel Midibus              | Jours de fonctionnement L, Ma, Me, J, V, S | Jour / Soir / Nuit / Fêtes O / N / N / N | Voy. / an —                   | Exploitant Transdev STAO PL   |
| 1          | Desserte : Sablé-sur-Sarthe, Solesmes      |                               |                               |                               |                               |                                            |                                          |                               |                               |
| 1          | Autre :                                    |                               |                               |                               |                               |                                            |                                          |                               |                               |
| 1          | Dernière actualisation : —                 |                               |                               |                               |                               |                                            |                                          |                               |                               |
| la Navette | Halte routière ⥋ Saint-Blaise              | Halte routière ⥋ Saint-Blaise | Halte routière ⥋ Saint-Blaise | Halte routière ⥋ Saint-Blaise | Halte routière ⥋ Saint-Blaise | Halte routière ⥋ Saint-Blaise              | Halte routière ⥋ Saint-Blaise            | Halte routière ⥋ Saint-Blaise | Halte routière ⥋ Saint-Blaise |
| la Navette | Ouverture / Fermeture 2 septembre 2019 / — | Longueur —                    | Durée —                       | Nb. d’arrêts 5                | Matériel Minibus              | Jours de fonctionnement L, Ma, Me, J, V    | Jour / Soir / Nuit / Fêtes O / N / N / N | Voy. / an —                   | Exploitant Transdev STAO PL   |
| la Navette | Desserte : Sablé-sur-Sarthe, Solesmes      |                               |                               |                               |                               |                                            |                                          |                               |                               |
| la Navette | Autre :                                    |                               |                               |                               |                               |                                            |                                          |                               |                               |
| la Navette | Dernière actualisation : —                 |                               |                               |                               |                               |                                            |                                          |                               |                               |

### Transport à la demande
Le réseau est desservi à certains horaires par des transports à la demande.

## Parc de véhicules
En novembre 2024, le parc d'autobus du réseau Réso est composé de 5 véhicules dont 3 midibus et 2 minibus. Au sein de cette flotte, les autres véhicules sont équipés de moteurs Diesel.

### Midibus
| Constructeur  | Modèle      | Nombre | Numéros de parc | Période de mise en service       | Affectation | Observation |
| ------------- | ----------- | ------ | --------------- | -------------------------------- | ----------- | ----------- |
| Mercedes-Benz | Citaro K C2 | 3      | 71801-71803     | Entre juillet 2015 et avril 2016 | 1           | –           |

### Minibus
| Constructeur | Modèle      | Nombre | Numéros de parc | Période de mise en service | Affectation | Observation |
| ------------ | ----------- | ------ | --------------- | -------------------------- | ----------- | ----------- |
| Vehixel      | Cytios 3/23 | 1      | + 1 inconnu     | Juillet 2011               | la Navette  | –           |
| Vehixel      | D City      | 1      | + 1 inconnu     | Novembre 2021              | la Navette  | –           |

### Dépôts
- Le dépôt de Transdev STAO PL est situé dans la principauté, au ZI Le Pont, Rue Saint-Laurent, 72300 Sablé-sur-Sarthe